# 佐渡伝説殺人事件
『佐渡伝説殺人事件』（さどでんせつさつじんじけん）は内田康夫の浅見光彦を主人公とした推理小説およびドラマ化された作品。

## あらすじ
商事会社役員、駒津良雄のもとに「願」の一字が書かれたハガキが届き、間もなく駒津は殺害される。親友・三輪昭二も佐渡で死体で発見される。
駒津の遺体の第一発見者となった浅見光彦は「願」と二つの死亡事件の関係を探るために佐渡に向かう。

## 出版
- カドカワノベルズ（1985年）
- 角川文庫（1987年）
- 徳間文庫（1997年）
- 中公文庫（2003年）

## テレビドラマ
- 浅見光彦ミステリー(日本テレビ)の第3作「佐渡伝説殺人事件」（1988年）
  - 出演 - 水谷豊、鮎川いずみ、橋本功、ポール牧、渥美国泰、石濱朗、白川和子、東郷晴子、山本博美、山本与志恵、美津井祐子、藤井佳代子、土師孝也、村治学、高橋広司、片桐竜次、福崎和宏、荒井注、殿山泰司、高橋悦史、乙羽信子[1]

- 内田康夫サスペンス 浅見光彦シリーズ(TBS)の第4作「佐渡伝説殺人事件」（1995年）
  - 出演 - 辰巳琢郎、加藤治子、村井国夫、佳那晃子、若林志穂、斉木しげる、森山周一郎、山本郁子、井上彩名、塚本信夫、山崎満、斉木しげる、市川勇、葦原邦子、田山涼成、佐渡稔、ほか[2]
    - 制作 - テレパック/TBS、プロデューサー - 矢口久雄･吉沢雅治、ディレクター・監督 - 佐々木章光、脚本 - 小木曽豊斗、

- 内田康夫サスペンス 浅見光彦シリーズ(フジテレビ)の第41作 「佐渡伝説殺人事件」（2011年）
  - 出演 - 中村俊介、原幹恵、長谷川真弓、片桐竜次、小倉一郎、中丸新将、及川いぞう、志村東吾、佐渡稔、服部妙子、内田量子、大方斐紗子、小池榮、小野了、安藤彰則、大門正明、榎木孝明、野際陽子、ほか[3]
    - 脚本 - 峯尾基三、企画 - 成河広明･加藤達也、プロデューサー - 小林俊一（彩の会）･大下晴義（彩の会）･金丸哲也（東映）、演出 - 小林俊一（彩の会）、音楽 - 渡辺俊幸、制作 - フジテレビ･彩の会、